# Robyn Hitchcock
Robyn Rowan Hitchcock (3 de marzo de 1953) es un cantautor y guitarrista inglés. Aunque principalmente vocalista y guitarrista, también toca la armónica, el piano y el bajo.
Después de alcanzar prominencia a finales de la década de 1970 con The Soft Boys, Hitchcock desarrolló una prolífica carrera en solitario. Su estilo musical y lírico está influenciado por Bob Dylan, John Lennon, Syd Barrett, Captain Beefheart, Bryan Ferry y Roger McGuinn. Las letras de Hitchcock están influenciadas por el surrealismo y tienden a introducir elementos cómicos, caracterizaciones de excéntricos ingleses y representaciones melancólicas de la vida cotidiana.
Durante las décadas de 1980 y 1990 grabó para dos grandes sellos estadounidenses (A&M Records y Warner Bros.) y fue objeto de un documental (Storefront Hitchcock) a cargo del director de cine Jonathan Demme en 1998, pero a pesar de esto, su éxito mainstream ha sido limitado. Ha obtenido el reconocimiento de la crítica gracias un flujo constante de álbumes y actuaciones en directo, así como al "seguimiento de culto" generado por sus canciones.

## Trayectoria

### De The Soft Boys a the Egyptians (1972–1993)
Hitchcock fue educado en el Winchester College, donde fue un amigo "groovy y alternativo" de Julia Darling. Mientras estaba en la escuela de arte en Londres alrededor de 1972, Hitchcock fue miembro de la banda universitaria The Beetles. En 1974 se trasladó a Cambridge, donde tocó esporádicamente en la calle, uniéndose a una serie de bandas locales: B.B. Blackberry and the Swelterettes, The Worst Fears, y Maureen and the Meatpackers. Su siguiente grupo, Dennis and the Experts, se convirtió en la banda de neo-psicodelia The Soft Boys en Cambridge en 1976, grabando su primer EP, "Give It to the Soft Boys", en Spaceward studios, Cambridge, en 1977. Después de grabar A Can of Bees (1979) y Underwater Moonlight (1980), el grupo se deshizo en 1981.
Hitchcock lanzó su debut en solitario, Black Snake Diamond Röle, en 1981, el cual contó con varios ex Soft Boys en su parte instrumental. En 1982 lanzó Groovy Decay, disco que fue mal recibido por la crítica. Después de su álbum acústico en solitario I Often Dream of Trains en 1984, formó una nueva banda, The Egyptians, que incluía a exmiembros de los Soft Boys (Andy Metcalfe y Morris Windsor, complementado al principio por el teclista Roger Jackson), dando lugar a su debut de 1985 Fegmania!, que presentaba canciones típicamente surrealistas de Hitchcock como "My Wife and My Dead Wife" y "The Man with the Lightbulb Head". También, a finales de ese año, vio la luz el álbum en directo Gotta Let This Hen Out! Su popularidad creció gracias al álbum de 1986 Element of Light y posteriormente firmaron con A&M Records en los Estados Unidos. El álbum Globe of Frogs, lanzado en 1988, amplió aún más su audiencia, ya que el sencillo "Balloon Man" se convirtió en un éxito en la MTV y en la radio universitaria, seguido en 1989 por "Madonna of the Wasps" de su álbum Queen Elvis. En 1989 también se asociaron con Peter Buck de R.E.M. y Peter Holsapple de The dB's, tocando dos conciertos como Nigel and the Crosses, en su mayoría versiones. The Crosses también tenían su versión de "Wild Mountain Thyme" incluida en un álbum tributo a the Byrds, aunque Hitchcock siempre alude a la versión de Bryan Ferry cuando la interpretaba en directo con the Egyptians.
A principios de 1990 Hitchcock se tomó un descanso de los Egyptians y A&M Records para lanzar otro álbum acústico en solitario, Eye, retomando las grabaciones con el grupo con el lanzamiento de Perspex Island en 1991. El disco de 1993, Respect, muy influenciado por la muerte de su padre, marcó el último lanzamiento de the Egyptians y el final de su asociación con A&M Records.

### Reuniones de the Soft Boys (1994–2006)
A principios de 1994, después de disolver the Egyptians, Hitchcock se embarcó en una breve gira de reunión con los Soft Boys. Su trabajo recibió un ligero impulso en 1995 cuando su obra anterior (incluyendo tanto los lanzamientos en solitario como los álbumes con the Egyptians) fue reeditada en los Estados Unidos por el sello Rhino Records. Durante el resto de la década continuó grabando y actuando como solista, lanzando varios álbumes en Warner Brothers Records, como Moss Elixir de 1996 (que contó con las contribuciones del violinista Deni Bonet y el guitarrista Tim Keegan), y la banda sonora del documental Storefront Hitchcock dirigido por Jonathan Demme en 1998. Jewels for Sophia, disco de 1999, también en Warner, contó con los cameos de músicos como Jon Brion y Grant-Lee Phillips, quienes a menudo compartían escenario con Hitchcock cuando actuaba en el club nocturno Largo de Los Ángeles. A este le siguió un álbum de tomas descartadass de las sesiones de Sophia llamado A Star for Bram, lanzado en el propio sello de Hitchcock, siendo sus álbumes posteriores publicados en varios sellos independientes.
En 1999 autorizó un libro sobre él a cargo del escritor underground italiano Luca Ferrari, editado en diciembre de 2000 en italiano-inglés con el título A Middle-Class Hero (Stampa Alternativa, Roma 2000): una larga entrevista 'en bruto' sobre la vida, la muerte, la religión, la música y las pasiones que retrata al músico como muy humano y real. Incluyó también algunas de sus pinturas y, por primera, vez las de su padre Raymond.
En 2001 Hitchcock se reunió y realizó una gira con Kimberley Rew, el bajista Matthew Seligman y Morris Windsor para el relanzamiento de su álbum más conocido de 1980, Underwater Moonlight. Al año siguiente grabaron y lanzaron un nuevo álbum, Nextdoorland, que fue acompañado por un breve álbum de canciones descartadas anteriormente, Side Three. El reencuentro fue efímero.
El álbum doble de 2002, Robyn Sings, comprendía versiones de canciones de Bob Dylan, incluyendo una recreación en directo del concierto de 1966 Live at the Royal Albert Hall de Dylan. Hitchcock celebró su 50 cumpleaños en 2003 con un concierto en el Queen Elizabeth Hall de Londres en el que regaló copias de su entonces nuevo álbum acústico en solitario, Luxor, a todos los asistentes y un poema original suyo que fue leído por el actor Alan Rickman. Continuó colaborando con músicos diferentes, como en el álbum Spooked, que fue grabado con el dúo country/folk Gillian Welch y David Rawlings (ambos antiguos fanes de Hitchcock). The Soft Boys se volvió a formar en 2006 para dar un concierto en directo a base de versiones de canciones de Pink Floyd de la era Syd Barrett en Londres, en beneficio de la ONG Médecins Sans Frontières.

### De the Venus 3 al presente (2002–)

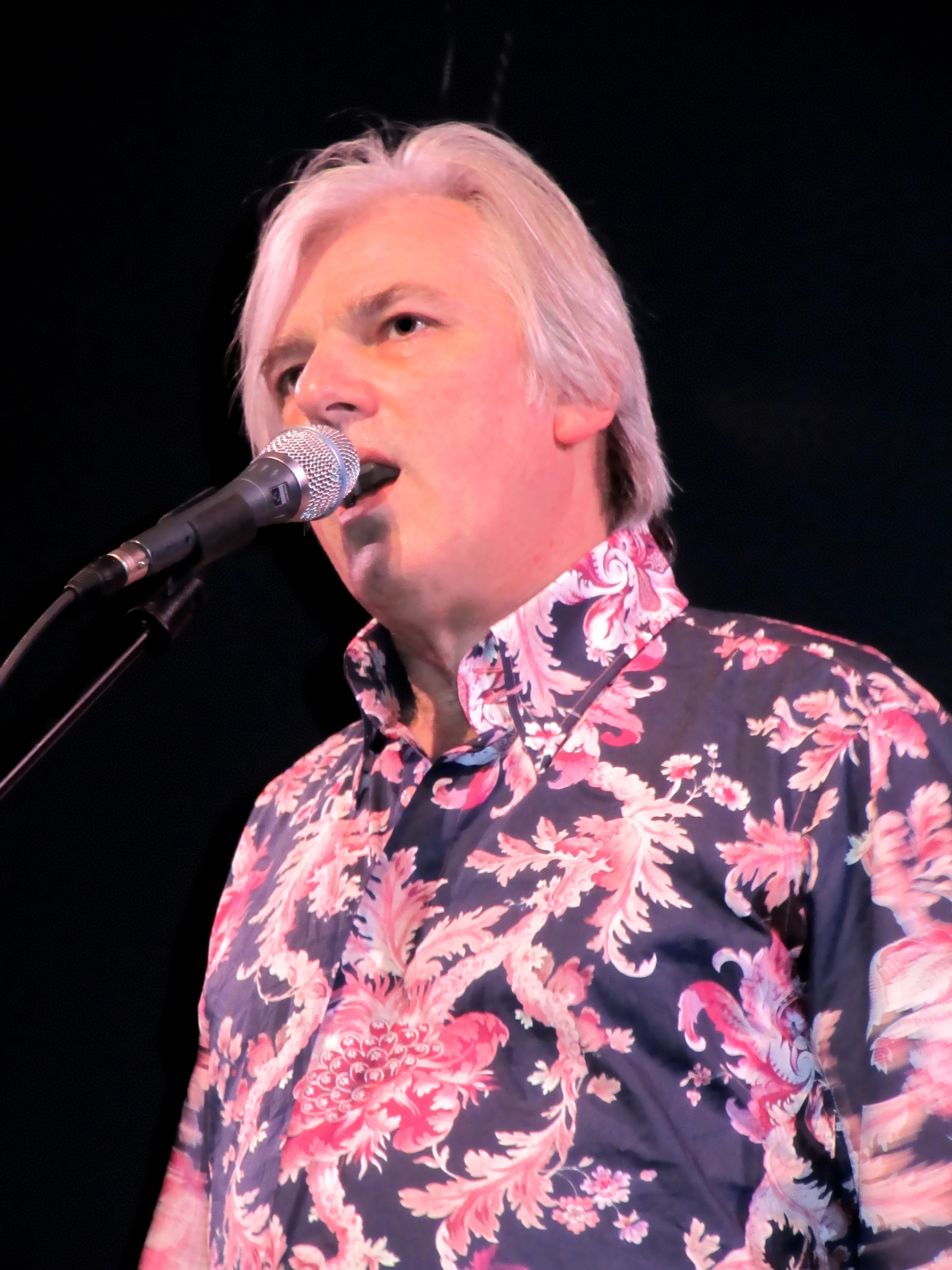
Hitchcock en el Coolidge Corner Theatre en 2010

En 2006 lanzó Olé! Tarántula junto a Venus 3, una banda formada por amigos y colaboradores de los R.E.M. de Peter Buck y por el líder de Young Fresh Fellows Scott McCaughey, junto con Bill Rieflin (por entonces también baterista a tiempo completo de R.E.M.). La canción "'Cause It's Love (Saint Parallelogram)" fue escrita junto a Andy Partridge de XTC.
En 2007 fue objeto del documental Robyn Hitchcock: Sex, Food, Death... and Insects dirigida por John Edginton, exhibida a través de Canal Sundance en los Estados Unidos y por BBC Four en el Reino Unido (posteriormente sería publicado en DVD). "La comida, el sexo y la muerte son todos, si quieres, formas de acceso a la vida. Necesitas el sexo para traerte aquí, necesitas la comida para mantenerte aquí y necesitas la muerte para sacarte y estas son las señales de entrada y salida".
En este documental el cineasta escucha discretamente a Hitchcock trabajando en su última colección de canciones junto a colaboradores como Nick Lowe, el exbajista de Led Zeppelin John Paul Jones, Peter Buck y Gillian Welch. La película culmina con Hitchcock y la banda iniciando una gira por Estados Unidos. El EP en directo con The Venus 3, Sex, Food, Death... and Tarantulas, fue lanzado conjuntamente con el documental. La película también incluye entrevistas con Hitchcock en las cuales revela la fuente de su trabajo: "En el fondo soy una persona enojada y asustada. Probablemente por eso mi material no es totalmente insustancial. Estoy, en el fondo, sumergido constantemente en el interior de una especie de rabia "
A finales de 2007 la música de Hitchcock fue relanzada en los EE. UU. El sello Yep Roc Records comenzó una larga campaña de reedición de su obra empezando por sus tres primeros discos en solitario junto a una recopilación de rarezas en formato doble CD, los cuales también estarían disponibles por separado o como parte de una nueva caja, I Wanna Go Backwards.
A esto seguiría, en 2008, Luminous Groove, una caja en la cual se incluían su tres primeros lanzamientos con the Egyptians junto a otros dos discos de rarezas. En 2009, el artista electro-pop y remixer Pocket lanzó un EP con Hitchcock llamado "Surround Him With Love", mientras que Hitchcock lanzó un nuevo álbum completamente separado, Goodnight Oslo, con Venus 3. Al final del año, un álbum en directo llamado I Often Dream of Trains in Nueva York documentó la recreación de finales de 2008 en el escenario de su aclamado álbum acústico de 1984 (una versión en edición limitada de lujo incluía los materiales para construir una especie de generador de imágenes en movimiento lamado fenaquistoscopio).
En 2009, Hitchcock participó en el álbum conceptual de The Decemberists The Hazards of Love, interpretando el breve solo instrumental "An Interlude". También en 2009, Hitchcock compuso la banda sononora para la película Women in Trouble, una película de explotación "chick flick" en clave feminista.
En paralelo al rediseño de su sitio web oficial a principios de 2010, Hitchcock comienza a ofrecer una serie de "Phantom 45s" para descarga, siendo cada "45" dos canciones grabadas que en principio se pueden descargar de forma gratuita. También lanzó el álbum Propellor Time con material nuevo basado parcialmente en las sesiones de grabación de "Sex, Food, Death" mostrados en el documental de 2007, pero a cargo, principalmente, de Venus 3. En 2011 lanzó Tromsø, Kaptein, un álbum de canciones escritas en Noruega publicado físicamente en ese país. Hitchcock fue elegido por Jeff Mangum de Neutral Milk Hotel para interpretar "I Often Dream of Trains" en el festival All Tomorrow's Parties, para ser comisariado por Mangum en marzo de 2012 en Minehead, Inglaterra. El álbum de Londres (título de trabajo: File Under Pop) fue lanzado en Yep Roc Records el 5 de marzo de 2013. El sello también lanzó su siguiente disco, The Man Upstairs, el 26 de agosto de 2014.
En abril de 2015 Robyn Hitchcock se unió a Emma Swift para lanzar un sencillo en 7" para el Record Store Day, "Follow Your Money", cuya cara B incluía una versión de "Moving Pictures" de Neil Young. La pareja posteriormente realizaría una gira lanzando otro sencillo de 7" con las canciones "Love Is A Drag" y "Life Is Change", producidas por Blake Norman de Teenage Fanclub.
En 2017, Hitchcock lanzó su álbum homónimo Robyn Hitchcock. Producido junto a Brendan Benson, el álbum supone una vuelta al formato grupo tras su lanzamiento anterior, con apariciones especiales de Gillian Welch y Emma Swift.

## Vida personal
Hitchcock nació en Paddington, Londres, Inglaterra, hijo del novelista Raymond Hitchcock (autor de Percy). Fue educado en el Winchester College y en el Trinity College, Cambridge, de donde salió sin graduarse.
Hitchcock escribe historias cortas, pinta (a menudo en un estilo caprichoso y surrealista) y dibuja al modo de las tiras de dibujos animados. Las portadas de sus álbumes a menudo hacen uso de sus pinturas o dibujos, incluyendo a veces un cuento en los créditos. Sus conciertos en directo incluyen narración de historias, en forma de monólogos improvisados imaginativos y surrealistas en su estilo lírico.
Hitchcock colaboró con el director Jonathan Demme en 1998 para realizar el documental Storefront Hitchcock, apareciendo posteriormente en la versión de Demme de 2004 de The Manchurian Candidate, en el que interpretó al agente doble Laurent Tokar. También apareció en otro film de Demme, Rachel Getting Married, en 2008, cantando y tocando la guitarra en la banda de bodas.
En septiembre de 2008 Hitchcock se unió a la expedición Disko Bay Cape Farewell a la costa oeste de Groenlandia. Cape Farewell es una organización artística con sede en el Reino Unido que reúne a artistas, científicos y comunicadores para promover una respuesta cultural al cambio climático. Otros viajeros célebres en esta expedición fueron los músicos Feist, Laurie Anderson, Jarvis Cocker, KT Tunstall y Martha Wainwright.
En agosto de 2015 Hitchcock se mudó a Nashville, Tennessee con su pareja, Emma Swift.

## Discografía

### Álbumes de estudio
- Black Snake Diamond Röle (1981)
- Groovy Decay (1982)
- I Often Dream of Trains (1984)
- Fegmania! (1985) – con the Egyptians
- Element of Light (1986) – con the Egyptians
- Globe of Frogs (1988) – con the Egyptians
- Queen Elvis (1989) – con the Egyptians
- Eye (1990)
- Perspex Island (1991) – con the Egyptians
- Respect (1993) – con the Egyptians
- Moss Elixir (1996)
- Jewels for Sophia (1999)
- Luxor (2003)
- Spooked (2004)
- Olé! Tarántula (2006) – con the Venus 3
- Goodnight Oslo (2009) – con the Venus 3
- Propellor Time (2010) – con the Venus 3
- Tromsø, Kaptein (2011)
- Love from London (2013)
- The Man Upstairs (2014)[23]
- Robyn Hitchcock (2017)[24]

### EP
Planet England (con Andy Partridge) (2019)

### Recopilatorios
- Groovy Decoy (1985) – Una reconstrucción de Groovy Decay, con versiones demo de muchas de las canciones de ese álbum
- Invisible Hitchcock (1986) – Tomas descartadas y rarezas: 1980–1986
- Gravy Deco (1995) – Un recopilatorio de las sesiones de grabación de Groovy Decay y Groovy Decoy
- You & Oblivion (1995) – Tomas descartadas y rarezas: 1981–1987
- Mossy Liquor (1996) – Tomas descartadas y prototipos para Moss Elixir
- A Star for Bram (2000) – Tomas descartadas de Jewels for Sophia
- A Middle-Class Hero (2000) – Libro de entrevistas autorizado en italiano-inglés escrito por Luca Ferrari con un CD-EP de tomas descartadas incluido
- Obliteration Pie (2005) – Colección de pistas en vivo, rarezas y nuevas regrabaciones de estudio solo para Japón
- I Wanna Go Backwards (2007) – Conjunto en caja de álbumes reeditados, con muchas tomas descartadas y rarezas inéditas.
- Shadow Cat (2008) – Tomas descartadas y rarezas: 1993–1999
- Luminous Groove (2008) – Conjunto en caja de álbumes reeditados, con muchas actuaciones inéditas en directo, tomas descartadas y rarezas
- There Goes the Ice (2013) – Colección de rarezas solo para vinilos, la mayoría grabadas anteriormente como pistas exclusivamente digitales entre 2010 y 2013

### Álbumes en directo
- Gotta Let This Hen Out! (1985) – con the Egyptians
- Give It to the Thoth Boys - Live Oddities (1993) – lanzamiento solo en casete vendido durante la gira de 1993
- The Kershaw Sessions (1994) – con the Egyptians
- Live at the Cambridge Folk Festival (1998) – con the Egyptians
- Storefront Hitchcock (2000)
- Robyn Sings (2002) – Doble álbum en directo de versiones de Bob Dylan
- This Is the BBC (2006)
- Sex, Food, Death... and Tarantulas (2007) –  EP en directo
- I Often Dream of Trains in New York (2009) – CD+DVD

### Recopilatorios "lo mejor de"
- Robyn Hitchcock (1995)
- Robyn Hitchcock & The Egyptians: Greatest Hits (1996) – con the Egyptians
- Uncorrected Personality Traits (1997) – Rhino Records, la mejor recopilación de material en solitario

### Apariciones en recopilatorios
- Time Between - A Tribute to the Byrds (Imaginary Records, 1989) – "Wild Mountain Thyme"
- Pave the Earth (A&M Records, 1990) – "Birdshead (live)"
- Alvin Lives (In Leeds): Anti Poll Tax Trax (Midnight Music, mayo de 1990) – "Kung Fu Fighting"
- The Best of Mountain Stage, Volume 2: Live (Blue Plate Music, 1991) – "The Arms Of Love"
- The Bob No. 42 (1991) – "A Day In The Life"
- The Bob No. 54 (1997) – "Alright, Yeah (versión alemana)"
- Succour: The Terrascope Benefit Album (Flydaddy Records, septiembre de 1996) – "She Was Sinister But She Was Happy"
- More Oar: A Tribute to the Skip Spence Album (Birdman Records, 1999) – "Broken Heart"
- Ernie: Songs of Ernest Noyes Brookings (Gadfly Records, 2001) – "Book"
- Listen to What the Man Said: Popular Artists Pay Tribute to the Music of Paul McCartney (Oglio Records, 2001) – "Let Me Roll It"
- Wig in a Box (Off Records, octubre de 2003) – "City Of Women"
- Terry Edwards Presents... Queer Street: No Fish Is Too Weird for Her Aquarium Vol. III (Sartorial Records, febrero de 2004) – "Are 'Friends' Electric?"
- This One's for the Fellows: A Sonic Salute to the Young Fresh Fellows (BlueDisguise Records, abril de 2004) – "Mamie Dunn, Employee of the Month / Good Times Rock & Roll"
- Live at WMSE Vol. 10 (abril de 2009) – "NY Doll"
- Abbey Road Now! (Mojo Magazine CD gratuito, octubre de 2009) – "I Want You (She's So Heavy)"
- The Madcap Laughs Again! (Mojo Magazine CD gratuito, marzo de 2010) – "Dark Globe"
- All Ready for the 25th? (Sartorial Records, 2012) – "There Ain't No Santa Claus on the Evenin' Stage"
- Son of Rogues Gallery: Pirate Ballads, Sea Songs & Chanteys (ANTI-Records, febrero de 2013) – "Sam's Gone Away"
- Way To Blue: The Songs Of Nick Drake (Story Sound Records, abril de 2013) – "Parasite"
- Songs in the Key of Paul (Mojo Magazine CD gratuito, noviembre de 2013 )- "Let Me Roll It"
- An Autumn Almanac ( Uncut Magazine CD gratuito, diciembre de 2010 ) Robyn Hitchcock and the Venus 3 -Belltown Ramble
- Ramble On! (Uncut Magazine CD gratuito, septiembre de 2014 ) -Trouble in Your Blood